# Liucoccus ehrhornioides
Liucoccus ehrhornioides är en insektsart som beskrevs av Borchsenius 1960. Liucoccus ehrhornioides ingår i släktet Liucoccus och familjen ullsköldlöss. Inga underarter finns listade i Catalogue of Life.